# Scutch Point
Der Scutch Point ist eine Landspitze an der Ingrid-Christensen-Küste des ostantarktischen Prinzessin-Elisabeth-Lands. Im Gebiet der Vestfoldberge liegt sie zwischen dem Weddell Arm und der Shirokaya Bay.
Das Antarctic Names Committee of Australia benannte sie 2021. Namensgebend sind Dykes aus Dolerit, die im Aussehen an Kerben erinnern, die mithilfe eines Maurerhammers (englisch scutch) der Landspitze beigebracht wurden.